# Hide or Seek
«Hide or Seek» —en español: «Esconder o buscar»— es el cuarto episodio de la tercera temporada de la serie de televisión de antología y comedia dramática estadounidense The White Lotus. Es el episodio número 17 de la serie y fue escrito y dirigido por el creador de la serie Mike White. Se emitió originalmente en HBO el 9 de marzo de 2025, y también se estrenó el mismo día en Max.
La serie sigue a los huéspedes y empleados de la ficticia cadena de resorts White Lotus. La temporada está ambientada en Tailandia y sigue a los nuevos huéspedes, entre los que se encuentran Rick Hatchett y su joven novia Chelsea; Timothy Ratliff, su esposa Victoria y sus hijos Saxon, Piper y Lochlan; Jaclyn Lemon y sus amigas Kate y Laurie; y la empleada de White Lotus Hawaii Belinda. En el episodio, Rick, Chelsea y los Ratliff asisten a una fiesta en un yate organizada por Chloe y «Gary», mientras que Jaclyn, Kate y Laurie deciden desviarse de su rutina.
Según Nielsen Media Research, el episodio fue visto por 0.677 millones de telespectadores y obtuvo una cuota de audiencia de 0.16 entre los adultos de 18 a 49 años. El episodio recibió críticas positivas de los críticos, que alabaron las actuaciones y los temas del episodio.El episodio recibió críticas mayoritariamente positivas de los críticos, que alabaron las interpretaciones, la tensión, el desarrollo de los personajes y la situación tensa.

## Argumento
Jaclyn (Michelle Monaghan) le envía un mensaje de texto a su esposo, Harrison, diciéndole que el viaje va muy bien y pidiéndole que la llame, lo que implica cierta distancia en su matrimonio. Más tarde, ella, Kate (Leslie Bibb) y Laurie (Carrie Coon) deciden saltarse su clase de yoga e ir a la piscina de un complejo cercano sugerido por Valentin (Arnas Fedaravicius). Mientras tanto, Belinda (Natasha Rothwell) habla con su hijo, Zion, que llega al día siguiente de visita.
Tras el reciente robo, Gaitok (Tayme Thapthimthong) se reúne con su supervisor y el director del hotel, Fabian, quien le expresa su descontento por no haber impedido el robo, recordándole a Gaitok que su trabajo es proteger el hotel, no saludar a los autos cuando pasan. A Gaitok le dan un arma y le dicen que debe aprender a usarla.
Timothy Ratliff (Jason Isaacs) sigue sintiendo los efectos de haber tomado el lorazepam de su esposa Victoria (Parker Posey), y su familia nota que actúa de forma extraña. A instancias de Saxon (Patrick Schwarzenegger), la familia asiste a una fiesta en un yate organizada por Chloe (Charlotte Le Bon) y «Gary» (Jon Gries). Rick (Walton Goggins) y Chelsea (Aimee Lou Wood) también son invitados. Timothy roba el frasco de lorazepam del bolso desatendido de su esposa y bebe abundantemente, expresando a los desconocidos su alivio porque sus padres están muertos y no serán testigos de su caída. Cuando Victoria descubre que sus pastillas han desaparecido, entra en pánico.
Piper (Sarah Catherine Hook) le cuenta en privado a Lochlan (Sam Nivola) que nunca había planeado entrevistarse con un monje en Tailandia y que en realidad planea quedarse en el monasterio durante un año después de graduarse. Le pide a Lochlan que la apoye cuando se lo cuente a sus padres esa misma noche. Saxon y Chloe coquetean abiertamente entre sí, ganándose la ira de Gary.
Cuando Jaclyn, Kate y Laurie llegan al complejo turístico vecino, Jaclyn se alarma al ver que los demás huéspedes son todos ancianos. Exige que se vayan y se enfrenta a Valentin en White Lotus, insistiendo en que las lleve a otro lugar para divertirse. Las lleva al centro, donde los lugareños celebran el Songkran. Al no estar familiarizadas con la tradición local, las mujeres huyen y se refugian en una tienda cercana cuando los niños del lugar las rocían con pistolas de agua. Más tarde, las mujeres van a un club local, donde Valentin les presenta a sus amigos Aleksei (Julian Kostov) y Vlad (Yuri Kolokolnikov).
En el yate, Chelsea se enfrenta a Rick por ser antipático y no querer integrarse. Él confiesa que Jim Hollinger, el dueño del complejo turístico, es el hombre que mató a su padre. Chelsea reacciona con escepticismo, pero Rick dice que su madre le contó en su lecho de muerte que su padre desapareció mientras intentaba proteger la zona de la toma de posesión de Hollinger. Ahora planea ir a Bangkok para enfrentarse a Hollinger. Chelsea expresa su temor de que Rick haga algo estúpido, pero él se niega a escuchar y parte hacia el aeropuerto.
Cuando el yate llega al muelle, Saxon y Lochlan deciden quedarse en el barco para poder ir con Chloe, Chelsea y otros invitados a una Fiesta de Luna Llena. Piper está claramente decepcionada porque Lochlan no estará en la cena para apoyarla, pero no dice nada. 
En el hotel, Timothy recupera su teléfono y encuentra múltiples correos electrónicos, mensajes de texto y mensajes de voz. Habla con su abogado, que le dice que Kenny ha confesado ante el FBI tras llegar a un acuerdo. Le sugiere a Timothy que llegue a un acuerdo similar, pero él se niega, diciendo que prefiere morir antes que ir a la cárcel y renunciar a todo. Gaitok coquetea con Mook, que ha venido vestida para una actuación cultural, y deja la cabina desatendida para poder acompañarla de vuelta al hotel. Timothy entra en pánico y se asoma a la cabina de seguridad vacía. Cuando Gaitok regresa, descubre qu el arma ha desaparecido.
Tras buscar en Internet, Belinda descubre que Tanya McQuoid murió en circunstancias sospechosas en Italia y que su viudo, Greg, se negó a cooperar con los investigadores. Encuentra un perfil profesional de Greg de su época como subdirector de la Oficina de Gestión de Tierras, y confirma sus sospechas de que es «Gary». Más tarde, Gary investiga a Belinda en Internet, encontrando fotos de ella y su hijo en su cuenta de Instagram.

## Producción

### Desarrollo
El episodio fue escrito y dirigido por el creador de la serie Mike White. Este fue el decimoséptimo crédito de White como guionista y director de la serie.

### Escritura
Walton Goggins explicó la motivación de Rick después de revelar el propósito de sus vacaciones, «[Está] motivado por la necesidad de sentarse frente a este tipo y que sea testigo del dolor que le había causado [a él]. Poder decirles eso, verles oírlo... Dios, qué oportunidad tan increíble, qué impulso tan increíble». Y añadió: «Si entiendes el mundo desde su punto de vista y su perspectiva, es muy tranquilo y es muy reservado debido a su estado mental, y a quién es como persona, y entender la forma en que se ha movido por el mundo al margen de la sociedad. Es un misterio para sí mismo».
Charlotte Le Bon describió a Chloe como una «puta con atención», explicando: «Es una fanfarrona, un poco engreída. Lo que me gusta de la escena en la que conoce a Patrick Schwarzenegger y le dice: «He oído que eres un arrogante», es que yo también creo que ella es una arrogante. Y le gusta presumir de sus cosas y de lo rica que es, aunque posiblemente no sea su dinero, y ponerse un atuendo fabuloso y actuar como si todo fuera completamente normal.

### Rodaje
El episodio incluye una escena en la que Timothy expone sus genitales a su familia tras abrirse la bata. Jason Isaacs explicó la escena: «Se está drogando hasta caer en un sopor para intentar no pensar en el hecho de que toda su vida está saltando por los aires e intenta averiguar qué hacer al respecto». Y añadió: «[Mike White] está intentando enderezar el equilibrio de la cantidad de mujeres desnudas que he visto durante mi infancia en todos los programas de televisión y películas. La desnudez es el tema. Lo utiliza a veces para la comedia, a veces para el sexo, a veces la manipulación. Es un buen momento televisivo».

## Recepción

### Audiencia
En su emisión original en Estados Unidos, «Hide or Seek» fue visto por 0.677 millones de telespectadores, con un 0.16 en la franja demográfica 18-49. Esto supuso un aumento del 33% respecto al episodio anterior, que fue visto por 0.507 millones de espectadores en hogares con un 0.13 en la franja demográfica de 18-49.

### Respuesta de la crítica
«Hide or Seek» recibió críticas positivas de los críticos. En el sitio web de agregadores de reseñas Rotten Tomatoes, el 100% de las 7 reseñas de los críticos son positivas, con una calificación promedio de 9.2/10.
Manuel Betancourt, de The A.V. Club, le dio al episodio una «B+» y escribió: «Es lógico que un episodio titulado Hide Or Seek nos incite a pensar en lo que esta nueva hornada de personajes encontrará, ya sea en Tailandia o dentro de sí mismos. La frase, tal y como se utiliza en el episodio, se refiere a los que se trasladan a Tailandia, pero la pregunta se plantea claramente a los que están allí durante esta semana crucial: ¿Se esconden o buscan?».
Alan Sepinwall de Rolling Stone escribió: «Sabemos que habrá un tirador activo en la propiedad en unos días. Ahora sabemos que hay al menos un arma ya en el lugar, y que la persona que la tiene siente que su mundo está llegando a su fin. Esa es una receta sólo para cosas malas». Proma Khosla de IndieWire le dio al episodio una calificación de «A-» y escribió: «Escrita y dirigida por White, Hide or Seek es básicamente la primera parte de dos, que prepara Full-Moon Party de la semana que viene. Al final de las horas, casi todos los personajes quedan en un estado de incertidumbre, más bien exacerbado, ya que uno de ellos acabará inevitablemente muerto en el futuro».
Amanda Whiting de Vulture le dio al episodio una calificación de 3 estrellas de 5 y escribió: «Hide or Seek se sintió como medio episodio o, más generosamente, como la salva de apertura de una salvaje segunda parte. Subimos a bordo del superyate de Gary pero no llegamos a la fiesta de la luna llena. Las chicas encontraron un club con ambiente pero nadie tomó malas decisiones. Después de desayunar, Rick y Amrita se despiden con cariño, pero ese hombre sigue pateando Samui. Los padres de Piper están sentados a la mesa, pero ella no ha soltado la bomba. Más amenazador, Timothy Ratliff ha robado la pistola de Gaitok de la cabina de seguridad del hotel, pero no ha apretado el gatillo... como debe». Erik Kain de Forbes, escribió: «El episodio de este fin de semana de The White Lotus termina con una promesa, o quizás una amenaza. Mientras varios de nuestros héroes cruzan el océano para asistir a una fiesta de luna llena en una isla, Saxon levanta su cerveza en un brindis: «¡$&%! está a punto de volverse loco», dice a los demás asistentes a la fiesta. Hay mucha alegría por todas partes. Pero sabemos que Saxon tiene razón. Las cosas están a punto de volverse muy locas, tanto para el personal como para los huéspedes del lujoso hotel tailandés White Lotus».
Noel Murray de The New York Times, escribió: «White parece adorar a los personajes que buscan algo seriamente, que podrían estar a punto de cambiar de verdad sus vidas si pudieran superar sus dudas, sus miedos, sus patrones de conducta, la sensación general de que les están engañando. White empatiza claramente con estas personas. También consigue que resulten hilarantes». Brady Langmann de Esquire escribió: «Ahora, no veo a Tim disparando a la propiedad, pero sí creo que está tan lleno de Lorazepam y whisky que hará que un Gaitok perdiera el arma. ¿Quién la encontraría? Yo sigo apostando por uno de los monos, que siguen presidiendo la tercera temporada. Lo digo en serio».
Yvonne Villareal de Los Angeles Times, escribió: «No es por tirar a su madre muerta debajo del autobús, pero como esta serie me hace cuestionar todo lo que me presenta, siento que tal vez su madre le contó esa historia en su lecho de muerte para hacerle sentir mejor sobre por qué su padre no estaba en su vida. ¿Estoy siendo demasiado cínica?». Helena Hunt de The Ringer, escribió: «En China y Japón, los tres monos sabios representan la sabiduría y la pureza, pero en Occidente hemos cambiado el símbolo por el de quienes ignoran el mal que les rodea. Los chicos Ratliff actúan como tres monos, pero lo de «sabios» no se aplica. Y su voluntad (o necesidad) de ignorar que algo anda muy mal con su padre es tan estadounidense».